# Tettilobus prashadi
Tettilobus prashadi är en insektsart som beskrevs av Günther, K. 1938. Tettilobus prashadi ingår i släktet Tettilobus och familjen torngräshoppor. Inga underarter finns listade i Catalogue of Life.